# Jazzbühne Berlin

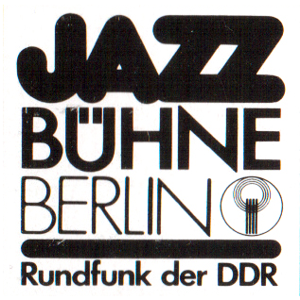
Logo der Jazzbühne Berlin

Die Jazzbühne Berlin war ein vom Rundfunk der DDR in der Zeit von 1977 bis 1989 jährlich veranstaltetes internationales Festival des zeitgenössischen Jazz. Der Bandleader und Trompeter Klaus Lenz hatte die Idee und wandte sich an den Hauptabteilungsleiter Musik, Horst Fliegel, der wiederum den Chefproduzenten Tanzmusik, Klaus Hugo, mit der Durchführung der Konzerte beauftragte. Von Anfang an waren die Rundfunkmitarbeiter Karlheinz Drechsel, Rolf Reichelt, Karlheinz Deim und Walter Cikan an der inhaltlichen und organisatorischen Gestaltung der Jazzbühne Berlin beteiligt. Karlheinz Drechsel präsentierte als Moderator das Festival und trug durch seine internationalen Kontakte wesentlich zur Programmgestaltung bei. Rolf Reichelt erweiterte als Redakteur und Produzent der „Jazzwerkstatt“ beim Berliner Rundfunk das inhaltliche Spektrum vor allem in der Widerspiegelung der aktuellen nationalen wie internationalen Strömungen. Ab 1986 war die Produktionsabteilung Jugendmusik (Chefproduzent Walter Cikan) für die Gestaltung und Durchführung des Festivals zuständig.
Alle Rundfunksender (Radio DDR I, Radio DDR II, Berliner Rundfunk, Stimme der DDR, Jugendradio DT 64) sendeten – zum Teil als Live-Übertragung – die Konzerte der Jazzbühne Berlin.

## Geschichte

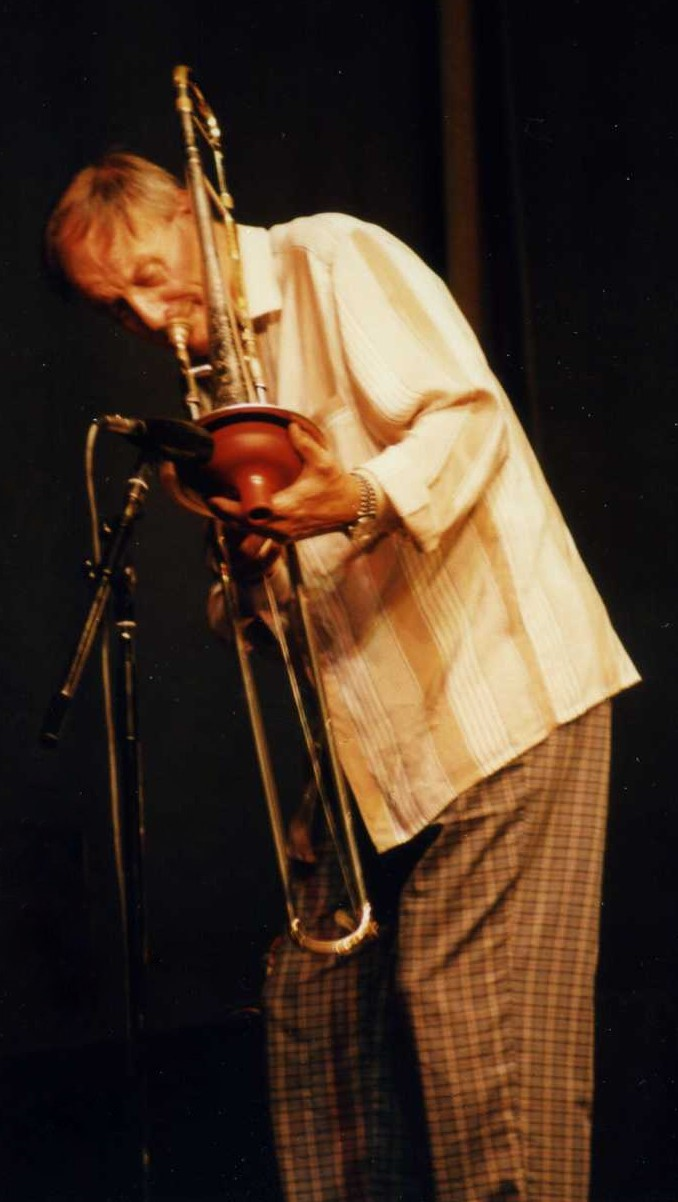
Albert Mangelsdorff (Münster 1987)

Die ersten beiden Konzerte der Jazzbühne Berlin fanden im April 1977 in der Volksbühne Berlin statt. Neben dem Jazzensemble Studio IV, einer Vereinigung von Rundfunkmusikern aus Berlin und Leipzig, spielten u. a. die Klaus Lenz Big Band, Extraball aus Polen, Rhythm & Brass aus Ungarn, das Günther Fischer Quintett, der russische Pianist Leonid Tschischik und der westdeutsche Posaunist Albert Mangelsdorff. Damit wurde bereits das Konzept des späteren Festivals deutlich: Die Präsentation verschiedener Stilistiken und Spielarten des zeitgenössischen Jazz in der Begegnung von nationalen und internationalen Exponenten. Ab 1978 gehörte die Radio Big Band Berlin unter der Leitung namhafter Dirigenten und Arrangeure zum Programmkonzept. Ein weiterer Programmschwerpunkt war die Vorstellung junger Jazzmusiker aus der DDR. Die vertragliche Verpflichtung der internationalen Künstler erfolgte ausschließlich über die Künstleragentur der DDR. Das wäre nicht immer einfach verlaufen, wenn nicht im Vorfeld durch private Kontakte die Weichen gestellt worden wären. Die Devisenknappheit der DDR spielte dabei auch eine immer wieder zu meisternde Hürde. Trotzdem kamen in den 14 Jahren Jazzbühne Berlin über 50 Konzerte mit 173 verschiedenen Formationen aus 30 Ländern zusammen.
1979 fanden die Konzerte im alten Friedrichstadtpalast Berlin statt, von 1980 bis zur Eröffnung des neuen Friedrichstadtpalastes im Jahre 1984 wieder in der Volksbühne Berlin. In dieser Zeit wurde das Programmkonzept auf fünf Konzerte erweitert, drei Abend- und zwei Nachmittagskonzerte. Letztere als Recital zumeist einem Instrument (Klavier, Gitarre, Perkussion) gewidmet. Im Jahr der 750 Jahre Berlin-Festivitäten stand der Friedrichstadtpalast nicht zur Verfügung. Doch es fand sich eine Lösung in den Kammerspielen am Deutschen Theater, wo seit Jahren die Veranstaltungsreihe „Jazz in der Kammer“ stattfand. Ihr Organisator und Verfasser von Beiträgen für die Programmhefte der Jazzbühne Berlin, Martin Linzer, stellte die Kammerbühne für ein Konzert beim 152. „Jazz in der Kammer“ zur Verfügung. Im neuen Friedrichstadtpalast standen 1800 Sitzplätze zur Verfügung, die fast immer ausverkauft waren. Es gab darüber hinaus eine gute Kooperation mit dem Haus der jungen Talente Berlin und Berliner Jazzklubs. Mit dem Ende der DDR und der Überführung des zentralen Rundfunks in die föderale Medienstruktur kam für die Jazzbühne Berlin das Aus. Die letzten Konzerte fanden vom 14. bis 16. Juli 1989 statt. Im Abschlusskonzert traten das Orchester Vielharmonie (DDR), das Ensemble Archangelsk (Sowjetunion) und das John Scofield Trio (USA) auf.

## Fernsehen der DDR
Der Fernsehfunk schnitt ab 1981 als Medienpartner die Konzerte der Jazzbühne Berlin mit und sendete sie ab April 1982 als Konzerte einzelner Künstler oder als Zusammenfassungen einzelner Jazzbühnen-Jahrgänge zumeist in den späten Abendstunden. So z. B. das Dizzy Gillespie Quintett (4. September 1982), Abdullah Ibrahim (7. Mai 1983), das Max Roach Quartett (10. Juni 1985), das Johnny Griffin Quartett (14. September 1985), Betty Carter & Her Trio (27. September 1985), das Anthony Braxton Quartett (17. Januar 1986), das Zentralquartett (25. April 1986), Albert Mangelsdorff (16. Januar 88), das Orchestre National de Jazz (28. Mai 1988), das Sun Ra Arkestra (25. Juli und 25. August 1988), das Jazzorchester der DDR (1. März 1989), Art Blakey and the Jazz Messengers (10. Januar 1990), das John Scofield Trio (23. Januar 1991). Insgesamt waren das 63 Sendungen, die nunmehr in den Archiven des Deutschen Rundfunkarchivs (DRA) aufbewahrt werden.

## AMIGA-Schallplatten

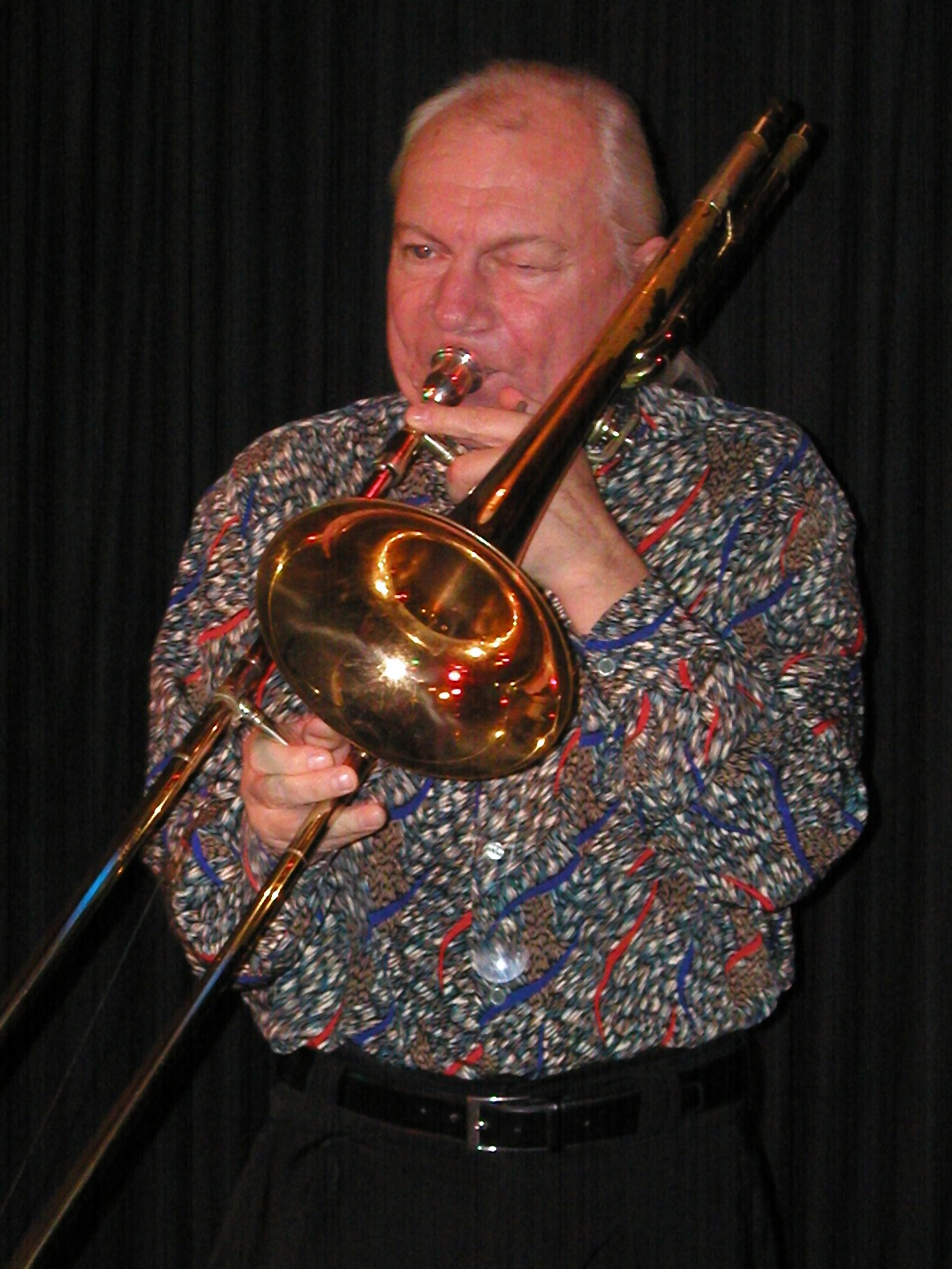
Conny Bauer am 24. November 2007 im Club W71

Das Label Amiga (VEB Deutsche Schallplatten Berlin DDR) veröffentlichte ab 1978 Platten mit Aufnahmen von der Jazzbühne Berlin, zunächst jährlich bis 1984 jährlich als Querschnitt, so 1978 unter dem Titel „POP-JAZZ International“ (8 55 474) mit jeweils einem Take von der Rundfunk Big Band Berlin, Jazz Q Praha, Eberhard Weber Colours und Fusion. Der zuständige Musikredakteur von Amiga, Jürgen Lahrtz, verhandelte vor Ort mit den Künstlern die vertraglichen Konditionen.
1980 erschien „Jazzbühne Berlin ‘79“ (8 55 479) mit dem Conny-Bauer-Quartett, dem Duo Jeremy Steig – Eddie Gomez, Mal Waldron, Nucleus und dem Ganelin-Trio.
1981 erschien die „Jazzbühne Berlin ‘80“ (8 55 800) mit Eyeball, dem Johansson Ahvenlahti-Quintett, Jasper van’t Hof, der L. A. Four, dem Petrowsky Saxophon Workshop und Barbara Thompsons Paraphernalia.
1982 erschien „Jazzbühne Berlin ‘81“ (8 55 876) mit Christoph Spendel und Wolfgang Schlüter, dem Enrico Rava Quartett, dem Tone Jansa Quartett, Martial Solal, Gunter Hampel und Jeanne Lee sowie dem Akira Sakata Trio.
1983 erschien die „Jazzbühne Berlin ‘82“ (8 55 987) mit dem Theo Loevendie Quartett, dem Philip Catherine Duo, dem Trio Humair – Jeanneau – Texier, dem Lester Bowie Ensemble und der Radio Big Band Berlin unter Leitung von George Gruntz.
1984 erschien die „Jazzbühne Berlin ‘83“ (8 56 035) mit dem Yosuke Yamashita Quartet, dem Duo John Surman – Karin Krog, dem Trio Rainer Brüninghaus – Markus Stockhausen – Fredy Studer, dem Hannibal Marvin Peterson Quartet, dem Duo Han Bennink – Conrad Bauer und dem Wolfgang Fiedler Sextett.
Ab der Jazzbühne Berlin ’84 veröffentlichte Amiga dann nur Platten mit einzelnen Interpreten, wie aus diesem Jahr mit dem Johnny Griffin Quartet (8 56 089).
Von der „Jazzbühne Berlin ‘85“ erschien der Mitschnitt mit dem Vienna Art Orchestra (8 56 168). Von der „Jazzbühne Berlin ‘86“ wurde das „Orchestre National de Jazz“ auf Tonträger dokumentiert (8 56 234).
Von der „Jazzbühne Berlin ‘88“ wurden Mitschnitte der Paris Reunion Band (8 56 418) und des „Jazzorchesters der DDR“ (Leitung: Conrad Bauer) (8 56455) veröffentlicht.
Auf dem Label Repertoire Records wurden 1990 zwölf CDs mit Mitschnitten von der Jazzbühne Berlin veröffentlicht, darunter auch ein (nicht legitimierter)  Mitschnitt des Konzerts von Ornette Colemans Prime Time 1987. Weitere waren geplant. Das Label United One Records veröffentlichte 1989 einen Mitschnitt von „Embryo feat. Chris Karrer, El Hussaine Kili, Yoruba Dun Dun Orchestra“ von der Jazzbühne Berlin 1989 ohne Hinweis auf den Veranstalter. 2007 erschien bei jazzwerkstatt 022 „Steve Lacy – Mal Waldron Live at Jazzbühne Berlin ‘84“.